# Eustheniidae
Eustheniidae (лат.) — семейство насекомых из отряда веснянок.
Они родом из Австралии, Новой Зеландии и Чили.
Нимфы живут в озерах и в быстрых реках и ручьях, где удерживаются на камнях. Они плотоядны. Им требуется от двух до трех лет, чтобы превратиться во взрослых особей.

## Систематика
Семейство включает следующие роды:
- Cosmioperla McLellan, 1996
- Eusthenia Westwood, 1832
- Neuroperla Illies, 1960
- Neuroperlopsis Illies, 1960
- Stenoperla McLachlan, 1867
- Thaumatoperla Tillyard, 1921
- † Boreoperlidium Sinitshenkova, 2013
- † Stenoperlidium Tillyard, 1935